# Joan V d'Alexandria
|  | Per a altres significats, vegeu «Joan l'Almoiner». |

Joan V fou el 72è papa d'Alexandria i patriarca de la Seu de Sant Marc. En un principi monjo al Monestir de Sant Joan el Nan d'Escetes. Fou entronitzat Papa d'Alexandria el segon dia de pi kogi enavot, 863 AM (25 d'agost del 1147).
Durant el seu papat els coptes foren perseguits pels governadors i califes musulmans. Molts foren assassinats o venuts com a esclaus. Diverses esglésies del Caire, com l'església de Sant Menna a l'església de Santa Maria (Haret ar-Rum) i l'església d'El-Zohari, foren saquejades i destruïdes. Més tard foren reconstruïdes pel laic copte Abu El-Fakhr Salib Ibn Mikhail. També fou en aquesta època (1164 dC) que sant Bashnouna fou assassinat per musulmans. Cap al final del seu papat, les tensions van augmentar entre ell i Mark ibn Kunbar, un sacerdot que predicà contra la pràctica de la confessió privada dels pecats, el que va provocar l'excomunió de Kunbar.
D'acord a la Història dels patriarques d'Alexandria, l'emperador d'Etiòpia escrigué a Joan el 1152 sol·licitant l'elecció un nou abuna o metropolità, perquè Abuna Mikael era massa vell; la seva petició fou denegada. Tot i que el nom de l'emperador no consta, Carlo Conti Rossini l'identificà com Mara Takla Haymanot, argumentant a partir d'aquest intercanvi que la veritable raó per la qual es volia un nou abuna era que Abuna Mikael es negava a reconèixer la legitimitat de la nova Dinastia Zagüe . El papa Joan refusà aquesta petició sent posteriorment arrestat i empresonat durant dues setmanes durant el regnat del califa fatimita Adh-Dhàfir.
Durant el papat de Joan, a la confessió litúrgica s'hi afegí l'expressió vivificant, convertint-se en: Aquesta és la carn vivificadora que el vostre Fill unigènit, Nostre Senyor, Déu i Salvador, Jesucrist, rebut de la Mare de Déu....
El papa Joan V va morir el 4 de pashons de l'any 882 (29 d'abril de 1166 dC) després d'haver passat 18 anys, 8 mesos i 4 dies al tron de Sant Marc.